# Charles Green (aeronauta)
Charles Green (Londra, 31 gennaio 1785 – Londra, 26 marzo 1870) è stato il più famoso aeronauta britannico del XIX secolo.

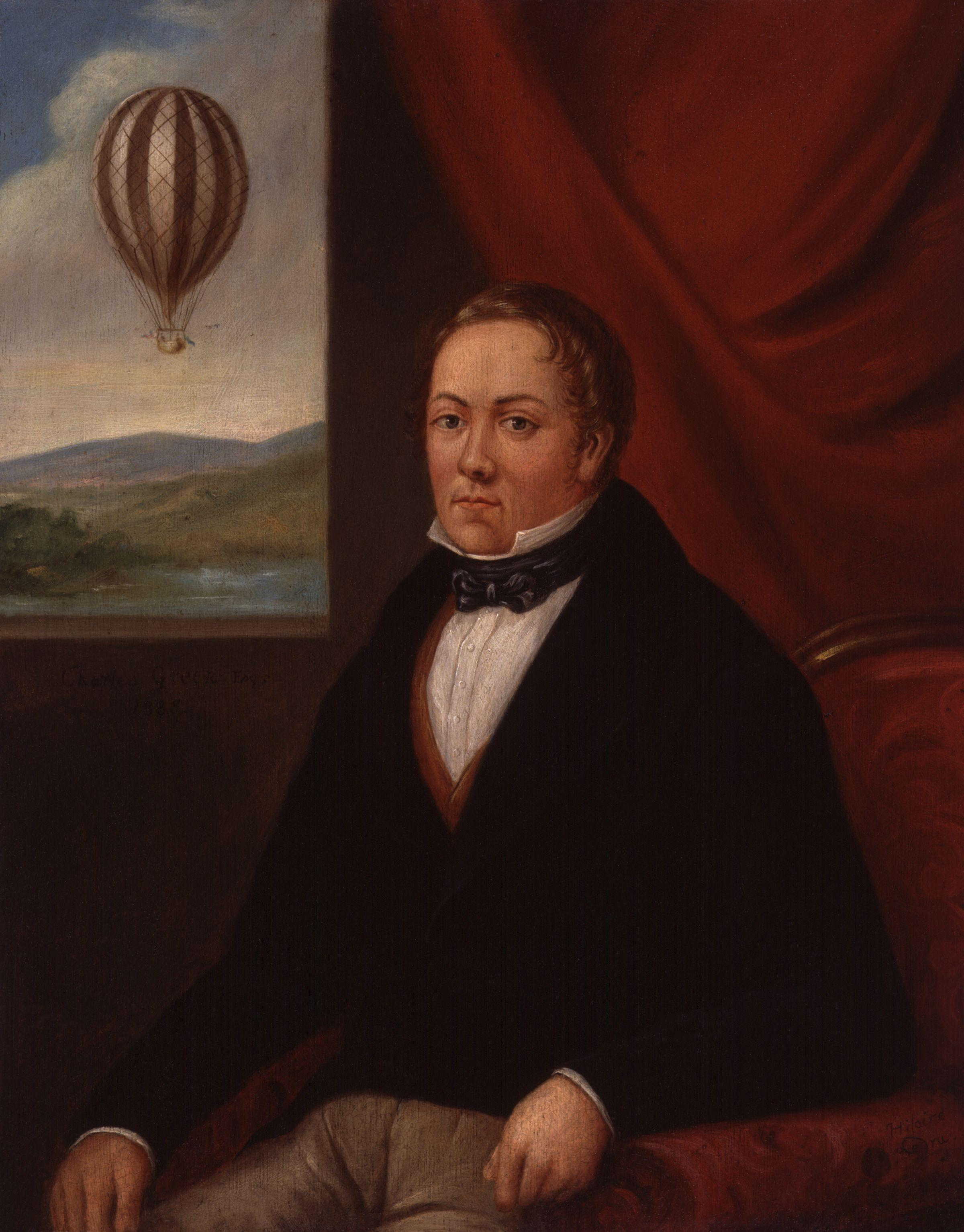
Ritratto di Charles Green di Hilaire Ledru, 1835

Sperimentò il gas di carbone come alternativa più economica e più facilmente disponibile rispetto all'idrogeno per il sollevamento. La sua prima ascesa fu in un pallone a gas di carbone il 19 luglio 1821. Divenne un aeronauta professionista e nel 1835 aveva effettuato 200 salite. Nel 1836, stabilì un importante record su lunga distanza con la mongolfiera Royal Vauxhall, volando durante la notte dai Vauxhall Gardens a Londra a Weilburg, Ducato di Nassau in Germania una distanza di 778 km. Quando si ritirò nel 1852, aveva volato in mongolfiera più di 500 volte.
A Green è attribuita l'invenzione della fune da pista come ausilio per guidare e far atterrare un pallone.
Un trofeo che porta il suo nome, il "Charles Green Salver", viene assegnato dal British Balloon and Airship Club (BBAC) per eccezionali risultati di volo o contributi in mongolfiera. Il trofeo venne originariamente dato a Green da Richard Crawshay dopo un viaggio in mongolfiera nel Norfolk. Tra i destinatari vi furono, tra gli altri, Brian Jones e Bertrand Piccard per il primo volo in mongolfiera intorno al mondo. Green è stato incluso nella hall of fame della mongolfiera nel 1999.

## Biografia
Charles Green era nato al 92 di Goswell Road, Londra, figlio di Thomas Green, un fruttivendolo e dopo aver lasciato la scuola lavorò nell'azienda di suo padre.
La sua prima ascesa avvenne dal Green Park, Londra, il 19 luglio 1821, per ordine del governo, in occasione dell'incoronazione di Giorgio IV, nel primo pallone riempito con gas di carbone. In viaggio andò incontro a difficoltà e dovette essere salvato da una nave di passaggio capitanata da, Francis Cheesman, che tagliò il pallone con il suo bompresso, facendo uscire il gas. Da allora realizzò 526 salite. Il 16 agosto 1828 salì dalla Eagle Tavern, City Road, sul dorso del suo pony, e dopo essere stato in piedi per mezz'ora scese a Beckenham nel Kent. Nel 1836 costruì il pallone Great Nassau per Gye e Hughes, proprietari di Vauxhall Gardens, dai quali lo acquistò successivamente per 500 sterline, e il 9 settembre di quell'anno fece con esso la prima salita da Vauxhall Gardens, in compagnia di otto persone, e, dopo essere rimasto in aria circa un'ora e mezza, scese a Cliffe, vicino a Gravesend. Il 21 settembre effettuò una seconda salita, accompagnato da undici persone ed atterrò a Beckenham nel Kent. Con la stessa mongolfiera compì anche altre quattro salite da Vauxhall, tra cui la celebre ascesa continentale, intrapresa a spese di Robert Hollond, deputato per Hastings, che, con Monck Mason, lo accompagnava. Lasciarono i giardini di Vauxhall alle 13:30 il 7 novembre 1836 e, attraversando il canale da Dover la sera stessa, il giorno successivo, alle 7 del mattino, atterrarono a Weilburg a Nassau, in Germania, dopo aver percorso in tutto circa 800 km in diciotto ore. Questo viaggio venne celebrato con un dipinto di John Hollins che si trova ora alla National Portrait Gallery di Londra. Il dipinto mostra Green, John Hollins (l'artista), Robert Hollond MP Sir William Milbourne James, Thomas Monck Mason e Walter Prideaux. Il 19 dicembre 1836 partì da Parigi con sei persone, e il 9 gennaio 1837 con otto persone. Il Great Nassau partì dai Vauxhall Gardens il 24 luglio, con Green che aveva con sé Edward Spencer e Robert Cocking. Ad una quota di 1500 metri Cocking si liberò del pallone e scese con un paracadute di sua costruzione in un campo a Burnt Ash Farm vicino a Lee. A seguito del mancato funzionamento del paracadute Cocking rimase ucciso quando raggiunse il suolo. Il pallone era sceso la sera stessa vicino a Town Malling, nel Kent, e solo il giorno successivo Green apprese della morte del suo compagno.

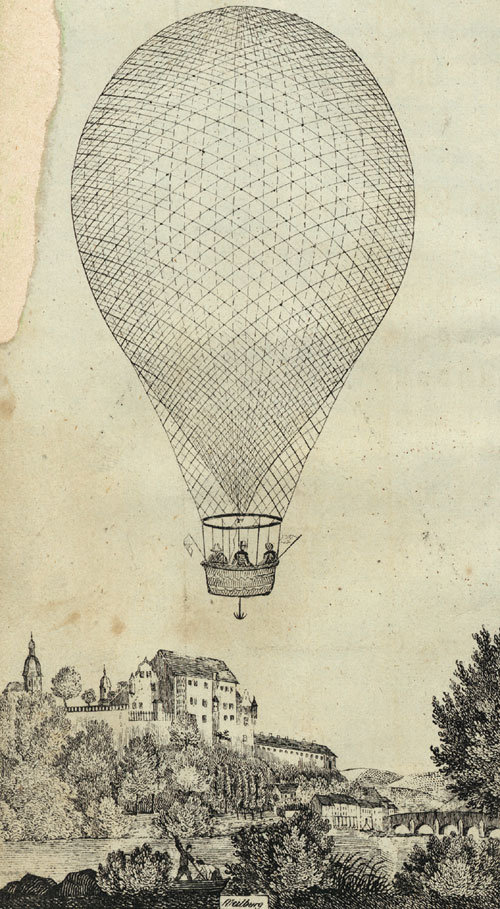
Il pallone di Charles Green a Weilburg, Germania, 1836.

Nel 1838 Green fece due ascensioni sperimentali da Vauxhall Gardens a spese di George Rush di Elsenham Hall, Essex. La prima ebbe luogo il 4 settembre, Rush ed Edward Spencer accompagnarono l'aeronauta. Raggiunsero la quota di 5893 metri e discesero a Thaxted nell'Essex. Il secondo esperimento venne effettuato il 10 settembre, ed aveva lo scopo di accertare la massima altitudine che si potesse raggiungere con il pallone Great Nassau gonfiato con gas di carbone e che trasportasse solo due persone. Green salì con Rush, e raggiunsero l'altezza di 8274 metri, o circa 5 miglia e un quarto, come indicato dal barometro, che era sceso da 30,50 a 11, e il termometro da 61° a 5° gradi Fahrenheit, ovvero 27° sotto lo zero. In diverse occasioni questo pallone venne trasportato dalle correnti in quota ad una velocità tra le ottanta e le cento miglia all'ora.
Il 31 marzo 1841 Green salì da Hastings, accompagnato da Charles Frederick William, duca di Brunswick, e in cinque ore discese a Neufchatel, a circa 16 km a sud-ovest di Boulogne. La sua ultima ascesa pubblica avvenne da Vauxhall Gardens il lunedì 13 settembre 1852. Nel 1840 aveva proposto le sue idee sull'attraversamento dell'Atlantico in mongolfiera e sei anni dopo aveva proposto di realizzare tale impresa.
Molte delle sue salite furono fatte il solitaria, come quando salì da Boston nel giugno 1846, e ancora a luglio quando fece una salita notturna da Vauxhall. Durante la sua carriera ebbe molte esperienze pericolose. Nel 1822, durante la risalita da Cheltenham, accompagnato dal signor Griffiths, un malintenzionato tagliò in parte le funi che legavano il cesto al pallone, e durante l'avvio il cesto si staccò e i suoi occupanti dovettero aggrapparsi al cerchio del pallone, nella cui posizione ebbero un viaggio pericoloso e una discesa pericolosissima, rimanendo entrambi feriti. Green riportò una grave contusione sul lato sinistro del torace e Griffith una grave lesione alla colonna vertebrale. Questo fu l'unico caso registrato di un simile viaggio in mongolfiera. Nel 1827 Green compì la sua 69a salita, da Newbury nel Berkshire, accompagnato da H. Simmons di Reading, un gentiluomo sordomuto, quando un violento temporale minacciò la sicurezza del pallone. Il 17 agosto 1841, salendo da Cremorne con il signor Macdonnell, un sobbalzo del rampino rovesciò il cesto al punto da buttare quasi fuori l'aeronauta e il suo passeggero. Green fu il primo a dimostrare, nel 1821, che il gas di carbone era applicabile al gonfiaggio dei palloni. Prima della sua epoca si usava il gas idrogeno puro, una sostanza molto costosa, la cui generazione era così lenta che erano necessari due giorni per riempire un grande pallone, e quindi il gas era eccessivamente volatile. Fu anche l'inventore della "corda-guida", una fune che usciva dal cesto, che poteva essere abbassata o alzata per mezzo di un verricello e usata per regolare la salita e la discesa del pallone.

## Vita familiare

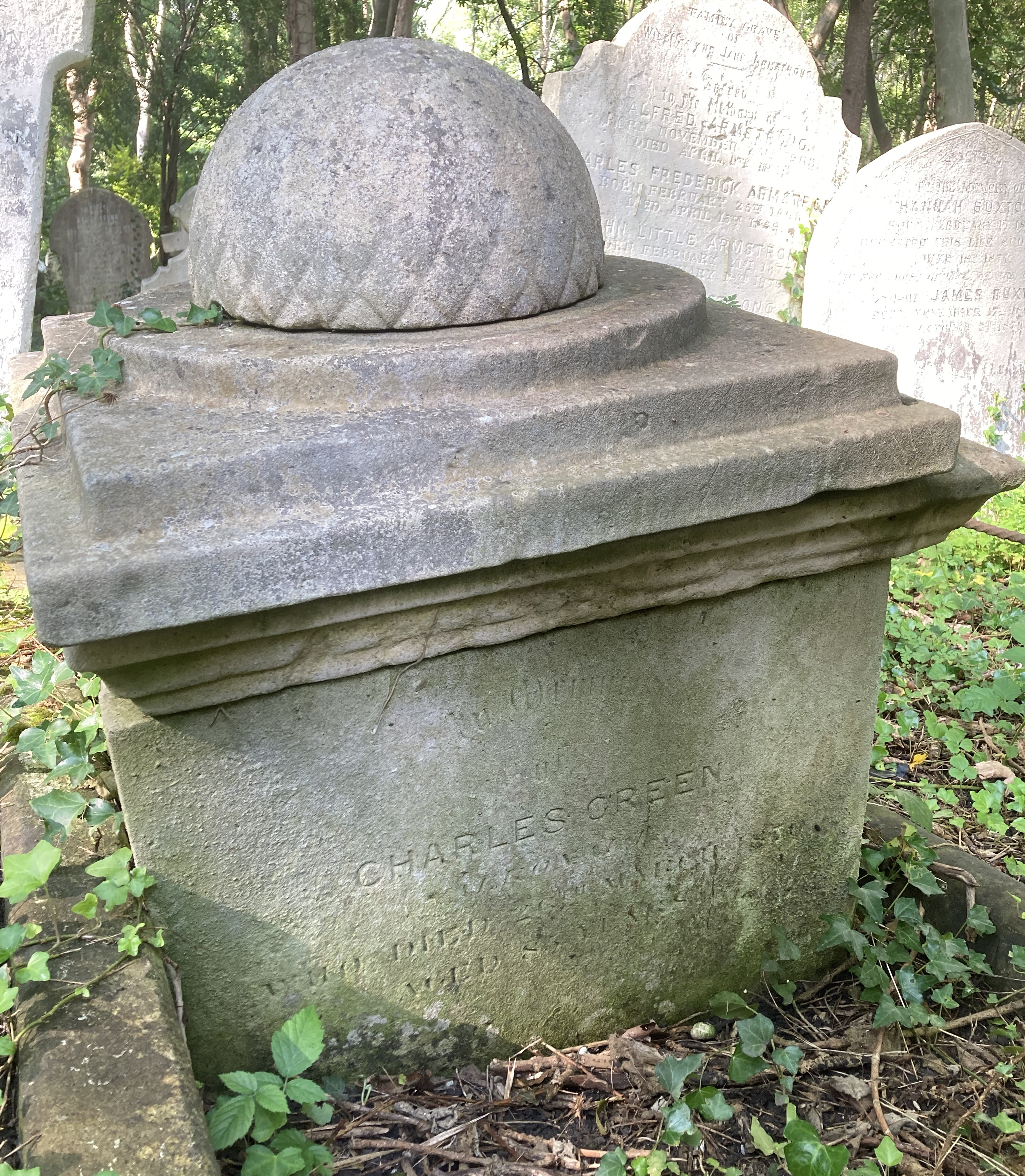
Tomba di Charles Green nel cimitero di Highgate

Green sposò Martha Morrell e ebbero un figlio George Green, che realizzò 83 salite con il pallone di Nassau Dopo il ritiro dall'attività, Green visse in pensione per molti anni e morì improvvisamente di malattie cardiache nella sua residenza di Ariel Villa, 51 Tufnell Park, Holloway, Londra, il 26 marzo 1870.
È sepolto nella parte orientale del cimitero di Highgate. Il suo monumento è un piccolo piedistallo sormontato dalla metà superiore scolpita di una mongolfiera.